# País Románico

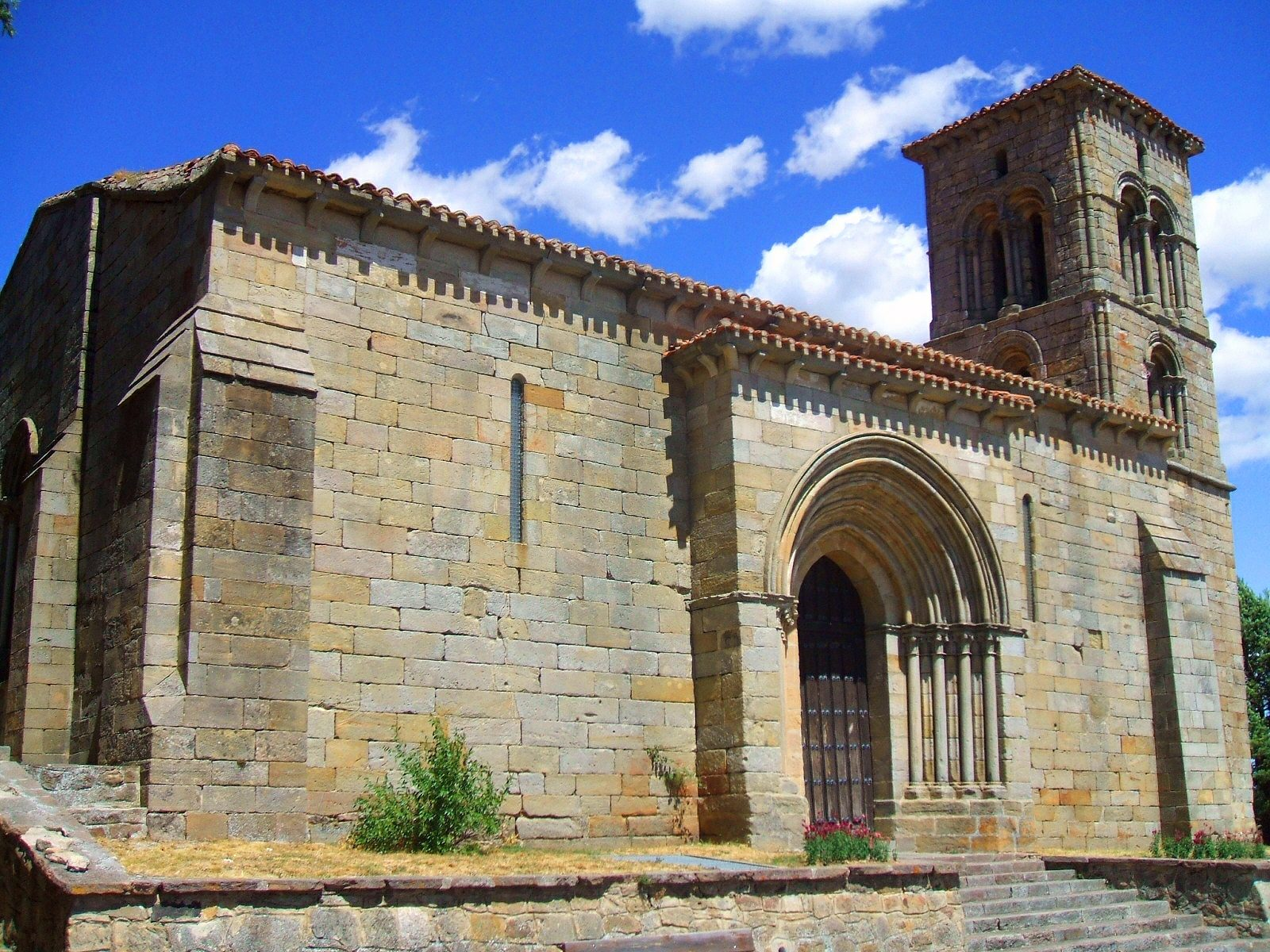
Iglesia románica de Santa Cecilia en Aguilar de Campoo (Palencia)

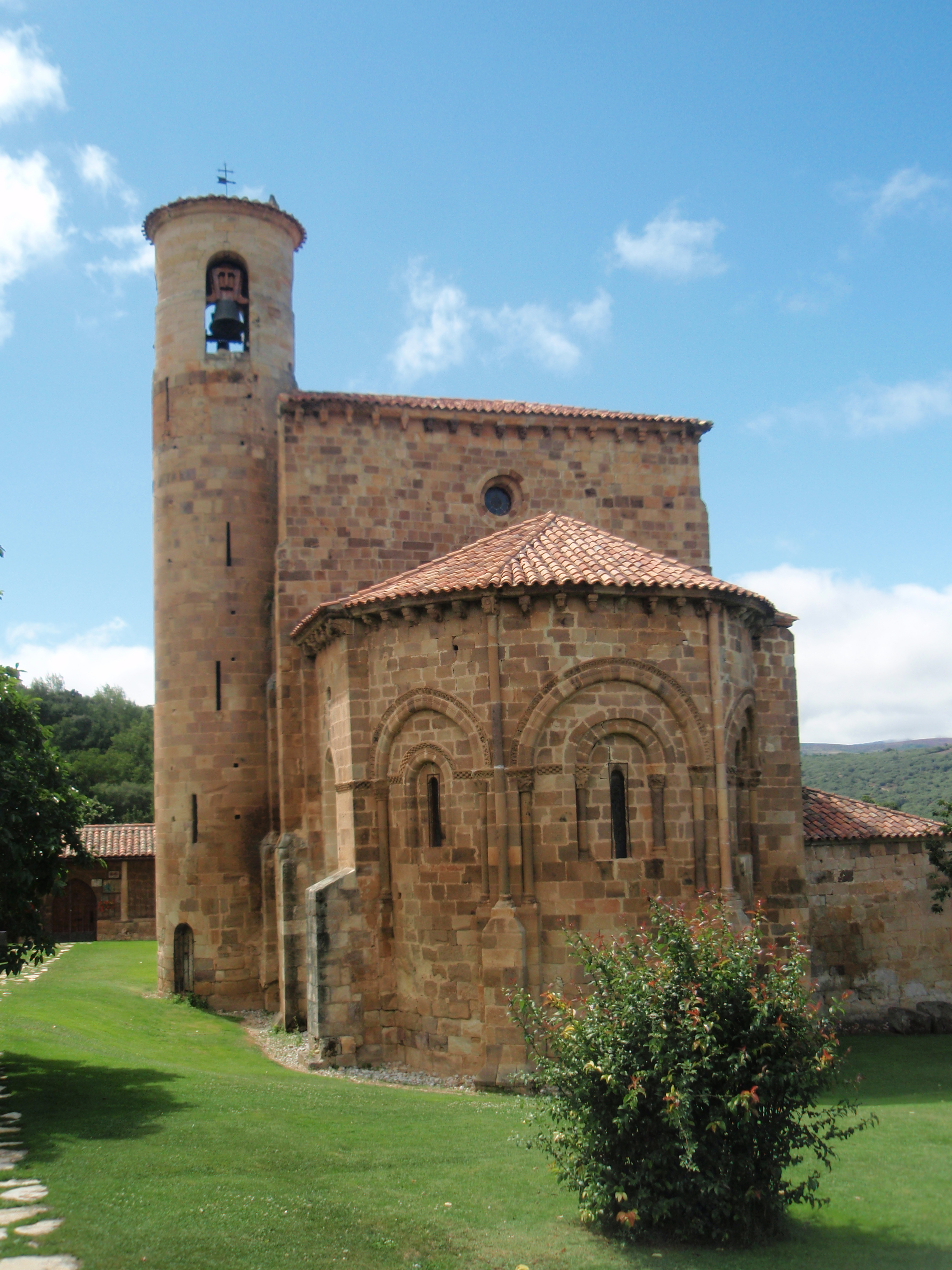
Colegiata de San Martín de Elines en Valderredible (Cantabria)

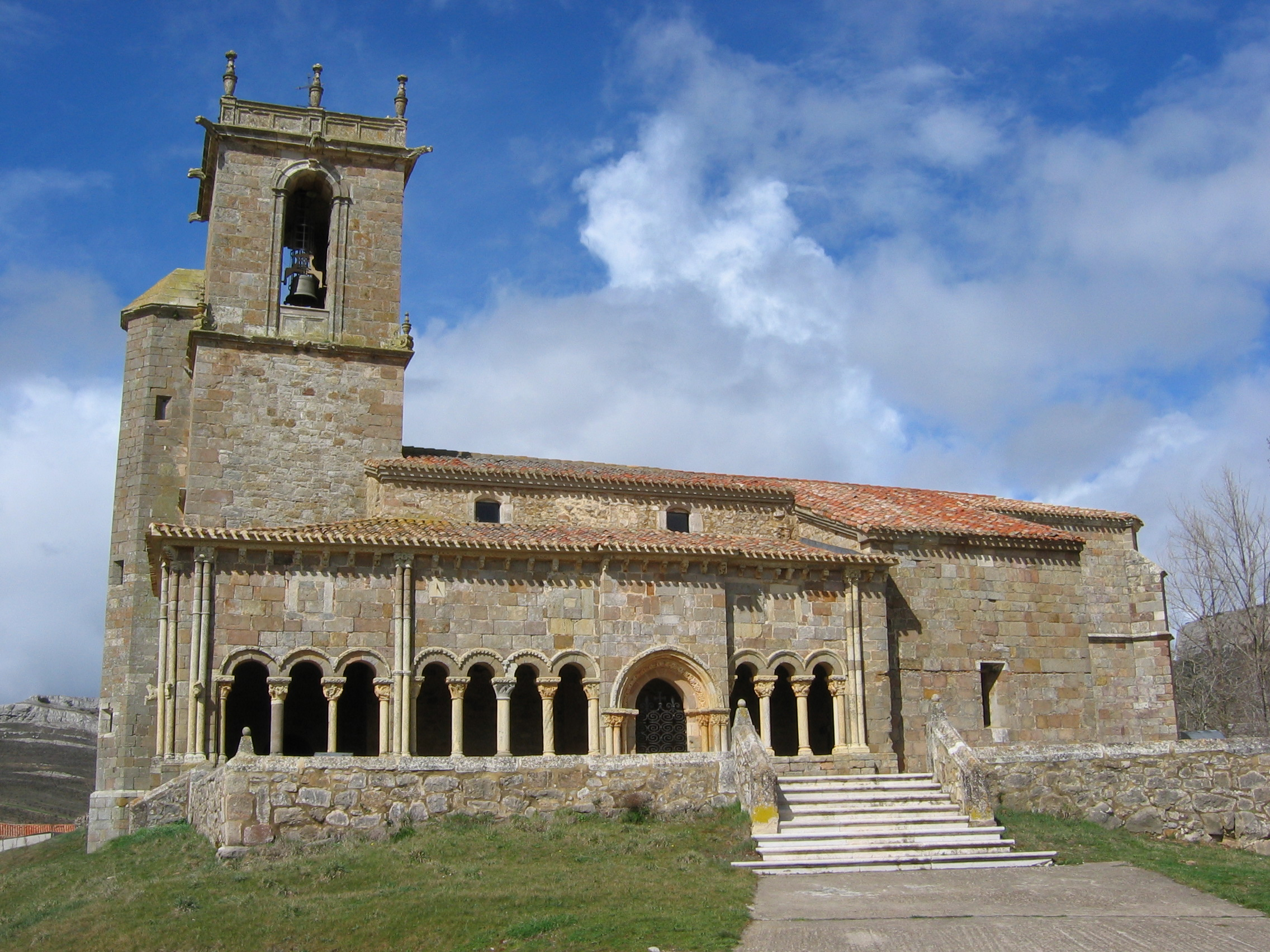
Iglesia de San Julián y Santa Basilisa en Rebolledo de la Torre (Burgos)

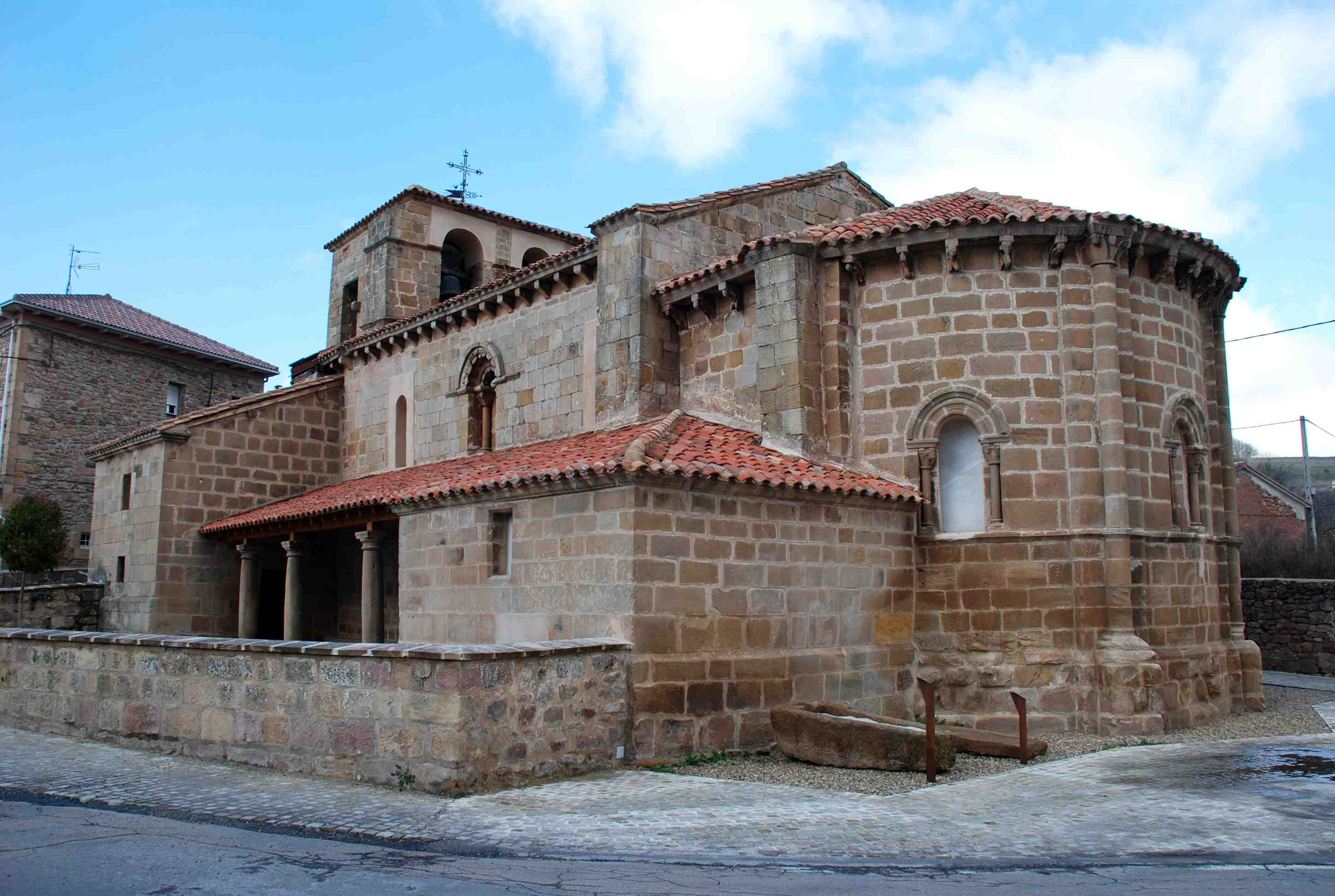
Iglesia de Santa María la Real de Cillamayor (Palencia)

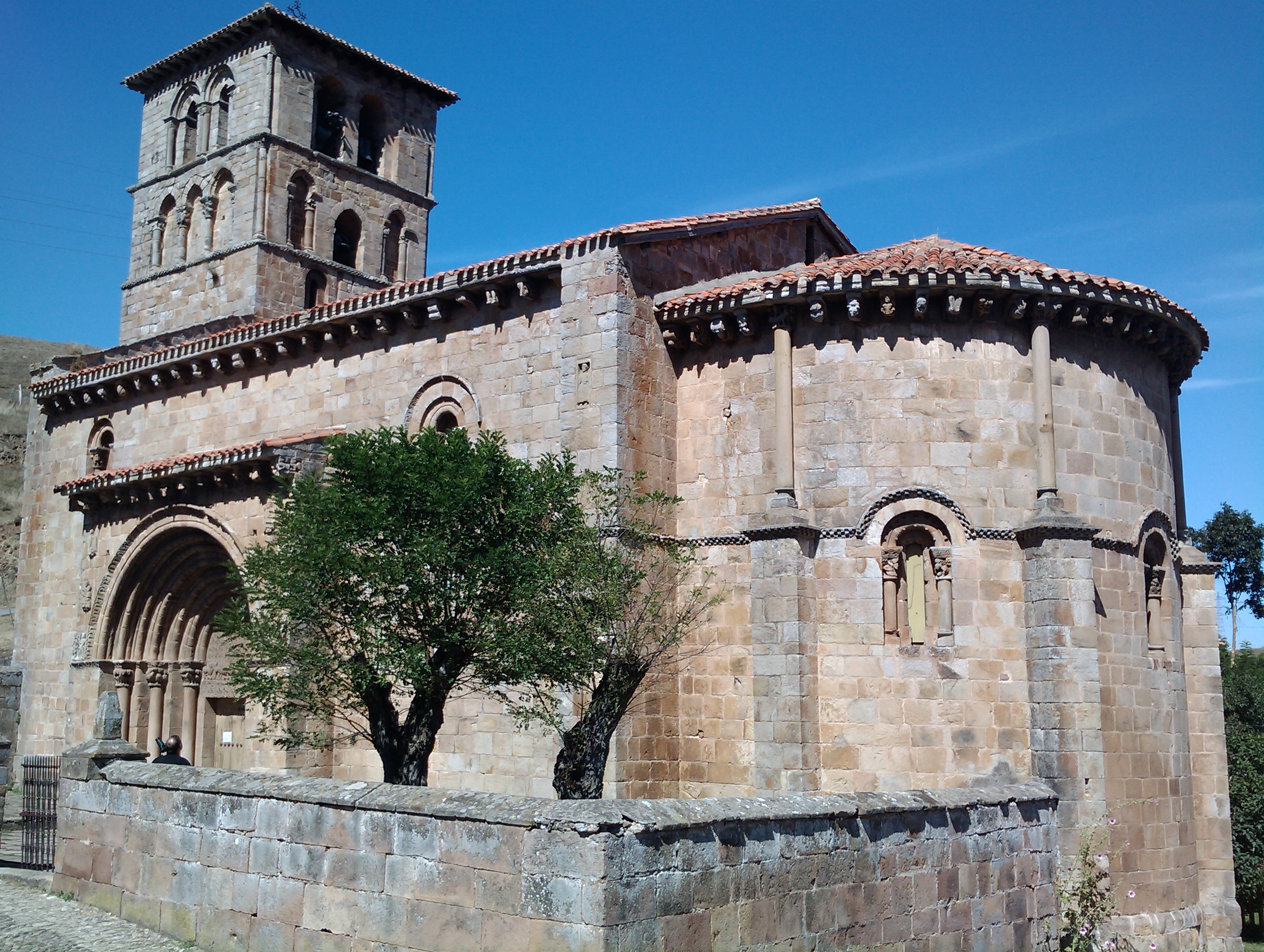
Colegia románica de Cervatos en Campoo de Enmedio (Cantabria)

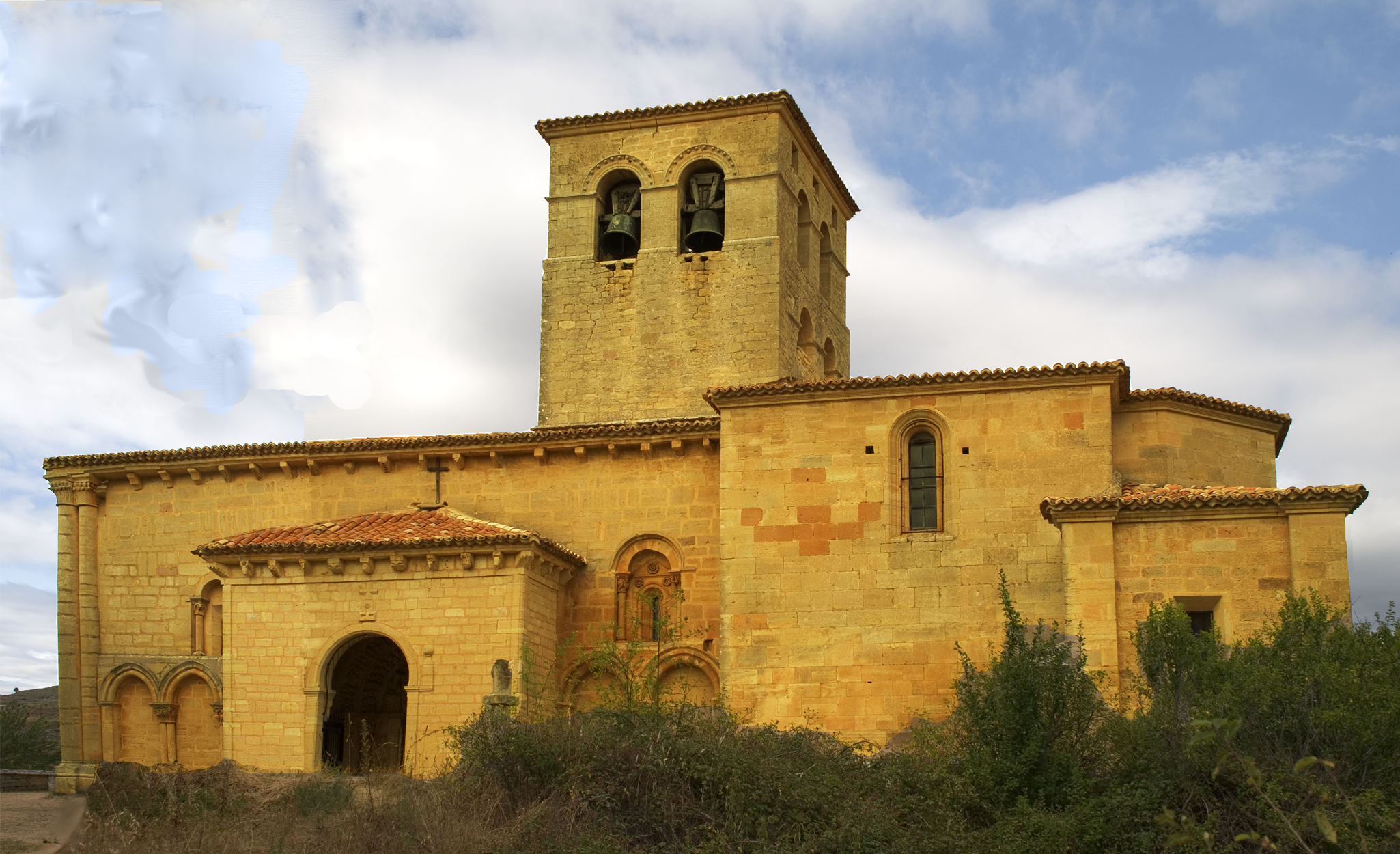
Iglesia de San Esteban en Moradillo de Sedano (Burgos)

País Románico es una marca turística española de varias comarcas que engloba a numerosas localidades de las dos vertientes de la cordillera Cantábrica, en su parte más oriental y a caballo de tres provincias (Cantabria, Palencia y Burgos), en las comunidades autónomas de Cantabria y de Castilla y León.
El espacio geográfico coincide, grosso modo, con el de la antigua Merindad de Aguilar de Campoo. Es precisamente en Aguilar de Campoo donde se sitúa la sede de la fundación País Románico. En este espacio geográfico se localiza la mayor densidad de monumentos románicos de España y Europa. En este gran y rico patrimonio, las comunidades e instituciones locales tienen puesta la esperanza de reconocimiento mundial como Patrimonio de la Humanidad, que ha de convertirse en herramienta de conservación, desarrollo y supervivencia. Se ha propuesto optar a dicho reconocimiento bajo el nombre de Espacio Cultural Románico del Norte de Castilla y León y Sur de Cantabria.
Así pues, País Románico es, ante todo, una propuesta de desarrollo endógeno y sostenible, una apuesta por la cooperación local, articulada en torno al patrimonio cultural común de estas tierras.

## Localidades
La marca se extiende por numerosas localidades de las tres provincias anteriormente citadas. Son los municipios incluidos en la comarca cántabra de Campoo-Los Valles, en la comarca castellana de la Montaña Palentina y en la parte noroccidental de la provincia de Burgos. Algunos de los municipios son:

### Burgos
- Alfoz de Santa Gadea.
- Arija.
- Humada.
- Rebolledo de la Torre.
- Tubilla del Agua.
- Valle de Manzanedo.
- Valle de Sedano.
- Valle de Valdebezana.
- Valle de Valdelucio.

### Cantabria
- Campoo de Enmedio.
- Campoo de Yuso.
- Hermandad de Campoo de Suso.
- Las Rozas de Valdearroyo.
- Pesquera.
- Reinosa.
- San Miguel de Aguayo.
- Santiurde de Reinosa.
- Valdeolea.
- Valdeprado del Río.
- Valderredible.

### Palencia
- Aguilar de Campoo.
- Alar del Rey.
- Barruelo de Santullán.
- Berzosilla.
- Brañosera.
- Cervera de Pisuerga.
- Guardo.
- Mudá.
- Pomar de Valdivia.
- Salinas de Pisuerga.
- San Cebrián de Mudá.
- Santibáñez de Ecla.